# Hydnobius edentatus
Hydnobius edentatus är en skalbaggsart som först beskrevs av Sahlberg 1833.  Hydnobius edentatus ingår i släktet Hydnobius, och familjen mycelbaggar. Enligt den finländska rödlistan är arten nationellt utdöd i Finland. Arten har ej påträffats i Sverige.